# Altica breviuscula
Altica breviuscula es un coleóptero de la familia Chrysomelidae. Fue descrita científicamente por primera vez en 1900 por Weise.